# Lukovitsa
Lukovitsa (bulgariska: Луковица) är ett vattendrag i Bulgarien.   Det ligger i regionen Pazardzjik, i den sydvästra delen av landet, 90 km sydost om huvudstaden Sofia.
I omgivningarna runt Lukovitsa växer i huvudsak blandskog. Runt Lukovitsa är det ganska tätbefolkat, med 67 invånare per kvadratkilometer.